# Filstroff
Filstroff település Franciaországban, Moselle megyében. Lakosainak száma 774 fő (2022. január 1.). Filstroff Bibiche, Bouzonville, Chémery-les-Deux, Colmen, Freistroff, Guerstling és Neunkirchen-lès-Bouzonville községekkel határos.

## Népesség
A település népességének változása:
| Lakosok száma | 653  | 744  | 810  | 846  | 797  | 784  | 777  | 773  | 772  | 774  |
|               | 1968 | 1982 | 1990 | 2006 | 2013 | 2015 | 2017 | 2019 | 2020 | 2022 |